# 布坎南鎮區 (愛荷華州傑佛遜縣)
布坎南鎮區（英語：Buchanan Township）是位於美國愛荷華州傑佛遜縣的一個行政鎮區。

## 地方資料
根據2010年美國人口普查的數據，布坎南鎮區的面積為92.30平方千米，當中陸地面積為91.93平方千米，而水域面積為0.37平方千米。當地共有人口1561人，而人口密度為每平方千米16.91人。